# Barney Hajiro
Barney Hajiro (Hawaii, 16 de setembro de 1916 - Honolulu, 21 de janeiro de 2011) foi um militar norte-americano.
Participou da Segunda Guerra Mundial como soldado do Exército dos Estados Unidos e por suas ações, recebeu a mais alta condecoração militar dos Estados Unidos: a Medalha de Honra.